# Dugvor
Le dugvor (ou dougour, memekere, mofu-dugwor, tchakidjebe) est une langue tchadique du groupe biu-mandara, parlée dans l'Extrême-Nord du Cameroun, dans le département du Diamaré, particulièrement dans l'arrondissement de Meri, à l'ouest de Tchéré, entre Maroua et Meri, dans six villages : Tchakidjebe, Mekere, Dugvor, Mowasi, Mongro et Wese.
En 2001 on dénombrait environ 5 000 locuteurs.